# 도미니카 공화국 야구 국가대표팀
도미니카 공화국 야구 국가대표팀은 도미니카 공화국을 대표하는 야구 국가대표팀이다.

## 기록
올림픽
- 1992년 - 6위
- 1996년 - 2008년: 예선 탈락
- 2020년 -  동메달

월드 베이스볼 클래식
- 2006 : 4위 (준결승)
- 2009 : 1라운드 탈락
- 2013 : 우승
- 2023 : 1라운드 탈락
- 2026 :

야구 월드컵
| - 1940년 : 예선 탈락 - 1941년 : 5위 - 1942년 : 2위 - 1943년 : 3위 - 1944년 : 5위 - 1945년 : 예선 탈락 - 1947년 : 예선 탈락 - 1948년 : 1위 - 1950년 : 2위 - 1951년 : 4위 - 1952년 : 2위 |  | - 1953년 : 4위 - 1961년 : 예선 탈락 - 1965년 : 5위 - 1969년 : 3위 - 1970년 : 6위 - 1971년 : 6위 - 1972년 : 7위 - 1973년 : 4위 - 1974년 : 4위 - 1976년 : 5위 - 1978년 : 예선 탈락 |  | - 1980년 : 예선 탈락 - 1982년 : 8위 - 1984년 : 12위 - 1986년 : 예선 탈락 - 1988년 : 예선 탈락 - 1990년 : 예선 탈락 - 1994년 : 13위 - 1998년 : 8위 - 2001년 : 8위 - 2003년 : 예선 탈락 - 2005년 : 예선 탈락 |

팬아메리칸 게임
- 1951년 :  3위
- 1963년 :  3위
- 2003년 :  3위

대륙간컵
| - 1973년 : 예선 탈락 - 1975년 : 예선 탈락 - 1977년 : 예선 탈락 - 1979년 : 예선 탈락 - 1981년 : 3위 - 1983년 : 예선 탈락 |  | - 1985년 : 예선 탈락 - 1987년 : 예선 탈락 - 1989년 : 예선 탈락 - 1991년 : 예선 탈락 - 1993년 : 예선 탈락 - 1995년 : 예선 탈락 |  | - 1997년 : 예선 탈락 - 1999년 : 예선 탈락 - 2002년 : 3위 - 2006년 : 예선 탈락 |